# Семеново (Заводоуковський міський округ)
Семе́ново (рос. Семёново) — село у складі Заводоуковського міського округу Тюменської області, Росія.
Населення — 186 осіб (2010, 173 у 2002).
Національний склад станом на 2002 рік:
- росіяни — 83 %